# Allhelgonakyrkan, Göteborg
Allhelgonakyrkan är en kyrkobyggnad belägen i Kortedala i östra Göteborg. Den tillhör Kortedala församling i Göteborgs stift och Svenska kyrkan.

## Historia
Från 1960, då Kortedala bröts ut ur Gamlestads församling, tills 1972 fungerade Allhelgonakyrkan som församlingskyrka. Under stadsdelens tillkomst på 1950-talet höll man först gudstjänster i en källarlokal på Kalendervägen och därefter i en så kallad vandringskyrka på den plats där Allhelgonakyrkan ligger idag. Kortedala församling hade även en andra kyrka, Vårfrukyrkan, som dock avvecklades 2007 till förmån för Allhelgonakyrkan som åren 2006–2007 utvidgades för att bli församlingens enda gudstjänstlokal. 

## Kyrkobyggnad
Allhelgonakyrkan uppfördes 1956 i tegel. Den enskeppiga salkyrkan och den fristående klockstapeln vid Citytorget är ritade av arkitekt Olov Geggen. Invigningen av kyrkan, som är uppförd av rödbrunt tegel, skedde på Allhelgonadagen den 3 november 1956 av biskop Bo Giertz. Ljusinsläpp sker genom tolv höga, smala fönster på sydsidan. Vid ombyggnaden 2007 togs bänkarna bort och ersattes med ekstolar och man byggde även till personalutrymmen. Den så kallade kryptan är ett litet gudstjänstrum som utschaktades efter att kyrkan blivit färdigställd och den invigdes 1967.

## Klockstapel och klockor
Även klockstapeln är byggd av rödbrunt tegel. Från början hängde där endast storklockan, som var en donation. Stapeln byggdes om 1971 så att det blev plats för ytterligare två klockor, vilka också var gåvor. Mellanklockan har inskriptionen: Jag ringer till stillhet och sabbatsfrid / Till trygghet och styrka i vardagstid. Lillklockan bär inskriptionen: Jag kallar dig till glädjen i Guds hus / från jordens oro till Guds himmels ljus.

## Inventarier
- Cuppan till dopfunten dateras till 1500-talet och härstammar troligen från Nya Lödöse medeltida stadskyrka. Sockeln är tillverkad 1956 av kalksten från Göteborgs hamnkanal.
- Altaret är av tegel och täckt av en kalkstensskiva.
- Mosaiken i kyrkan och kryptan är utförd av Knut Irwe. Tillsammans med Maj Stark utförde han en väggskulptur som visar Jungfru Marie bebådelsedag. Hon har även snidat en träskulptur som föreställer Jungfru Maria och Jesusbarnet.
- Kyrkotextilier har komponerats och utförts av Gunilla Sjögren.
- Dopträdet är utfört av smeden Tommy Hansson.

### Orglar
- Tidigare fanns en mekanisk orgel med elva stämmor byggd 1964 av A. Magnusson Orgelbyggeri AB. Den flyttades 2007 i samband med ombyggnaden till Åh stiftsgård.[2]
- Dagens orgel kommer från den 2007 avvecklade Vårfrukyrkan. Den tillverkades ursprungligen av Magnussons 1974, men det mekaniska verket byggdes om och renoverades av Tostareds Kyrkorgelfabrik i samband med flyttningen 2009, varvid klangliga förändringar gjordes och en stämma tillades. Fasaden nytillverkades. Orgeln har nu trettio stämmor fördelade på tre manualer och pedal.[3][4]

## Bilder

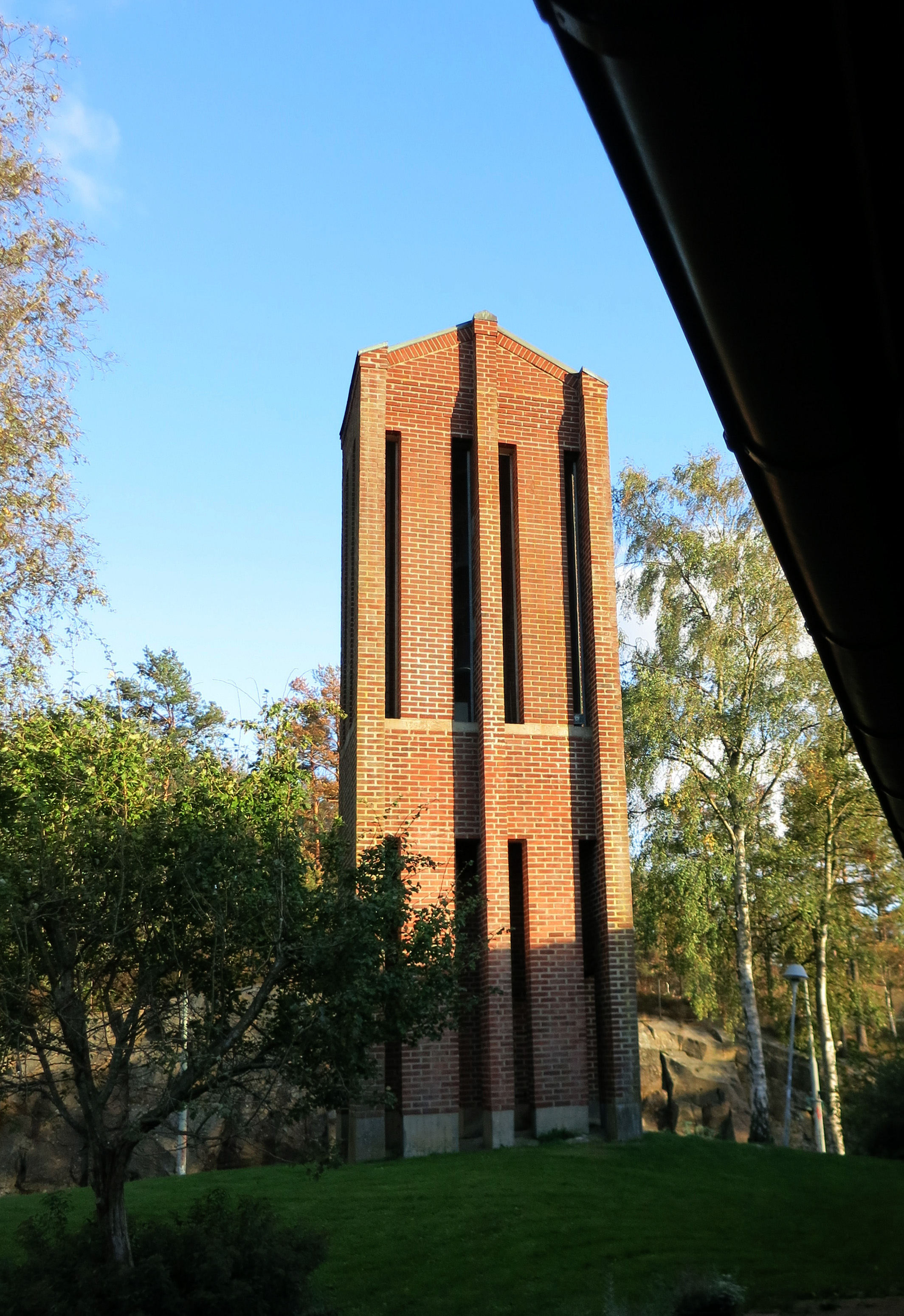
Klockstapeln.
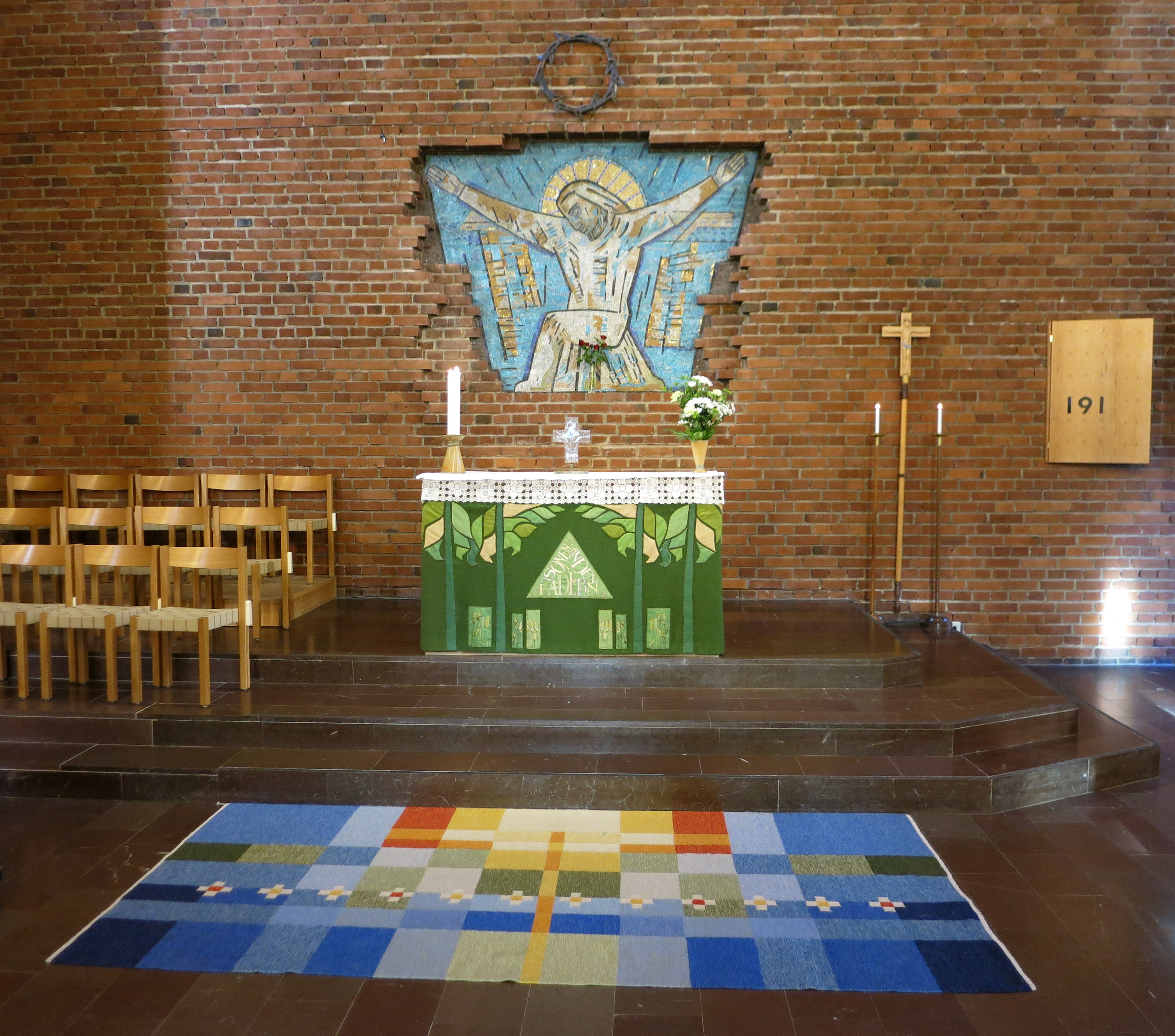
Kyrkans interiör mot altaret.
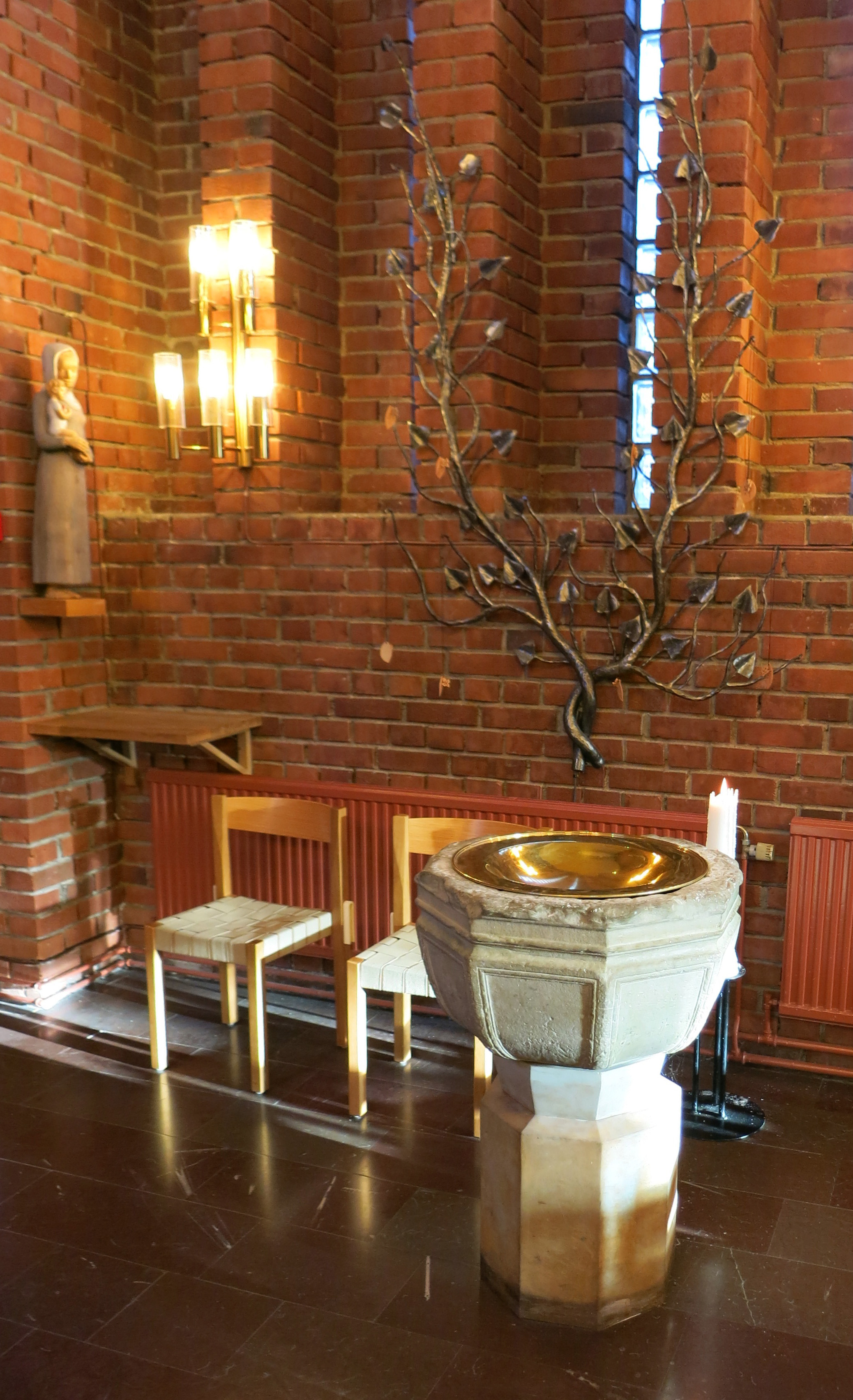
Dopfunt och dopträd.
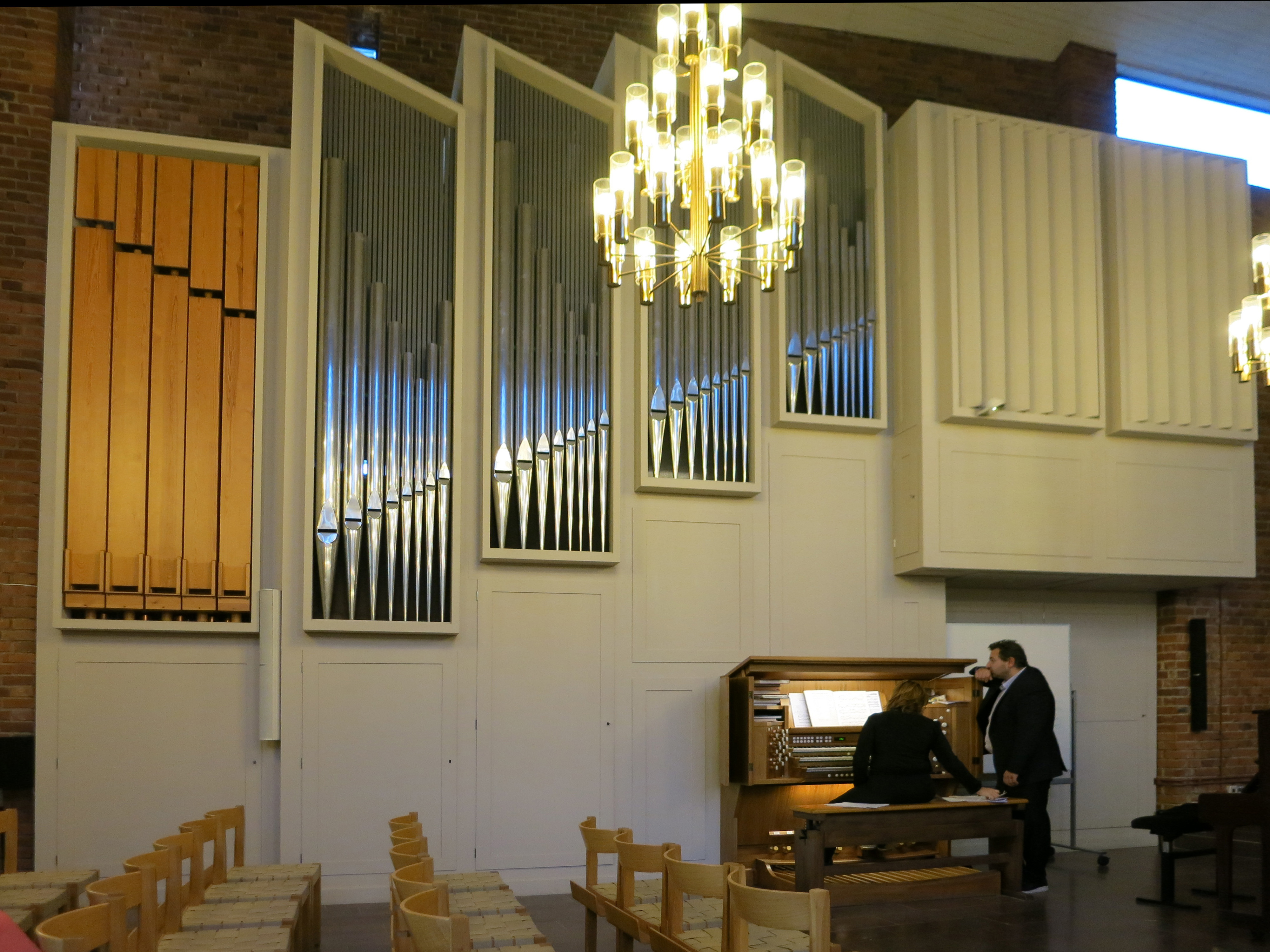
Orgeln.